# Ökrös Csaba (hegedűművész)
Ökrös Csaba (Szolnok, 1960. június 17. – 2019. június 26.) Liszt Ferenc-díjas magyar hegedűművész, népzenekutató, zeneszerző.

## Élete
Az általános iskolát ének-zene szakon kezdte el Jászberényben. Nyolcéves korában egy síbaleset miatt hosszú időre ágyba kényszerült, ekkor kezdett hegedülni tanulni önképzéssel. A népzenével 1976 óta foglalkozik, akkor kezdte a hangszeres népzene gyűjtését is Kallós Zoltán segítségével és irányításával Erdélyben. Ugyanebben az évben került a sátoraljaújhelyi Hegyalja Néptáncegyüttes zenekarába, ahol tapasztalt zenészektől leshette el a zenekarvezetés fortélyát.
Az érettségi után felvételt nyert ez egri Ho Si Minh Tanárképző Főiskola ének-zene–történelem szakára. Másfél év tanulmány után azonban a bostoni MIT Egyetemre hívták hegedű és a magyar népzene oktatására. Két nyarat töltött ott, de hazajövetele után a főiskolát már nem folytatta, mert a Bartók Néptáncegyüttesbe hívták hegedűsnek, ahol tíz évet töltött. Közben Tímár Sándor, az Állami Népi Együttes akkori vezetője is felkérte, hogy vegyen részt az együttes munkájában és ezt örömmel elfogadta. Négy évet muzsikált az együttessel.
Az 1986-ban, Zsuráfszki Zoltán által megalapított Kodály Kamara Táncegyüttes alapító tagja és az együttes megszűnéséig állandó zenésze és zenei szerkesztője volt.

### Ökrös együttes
Szintén 1986-ban, megalapította az Ökrös-együttest Molnár Miklós (hegedű) és Kelemen László (brácsa) zenésztársaival. 1990-ben csatlakozott hozzájuk Mester László (brácsa) és Doór Róbert (bőgő). Tizenhét éven keresztül népszerűsítették a magyar népzenét koncertekkel és tanítással, itthon és külföldön egyaránt.
Jelentősebb fellépéseik:
1998. a Brooklyni Szimfonikus Zenekarral és a Miami Szimfonikus Zenekarral,
1999. a Philadelphiai Szimfonikus Zenekarral,
2001. Párizsban, Theatre de Ville-ben, és a Texasi Szimfonikusokkal,
2002. az Oregoni Szimfonikus Zenekarral.
Az Ökrös-együttesnek hat saját lemeze jelent meg, kettő közös lemez Kallós Zoltánnal, egy közös lemez Fodor Sándor Neti kalotaszegi prímással, de sok más neves népzenésszel, énekessel muzsikáltak együtt (Sebestyén Márta, Berecz András, Szalóki Ági, Herczku Ágnes). Balogh Kálmán cimbalomművész 10 évig volt állandó vendégük, egyik lemezén és számos más népzenei lemezen is közreműködtek.

### Egyéb zenekarok, projektek
Ökrös Csaba szeret a zene más rétegeibe is bepillantani, így született 2003-ban egy közös lemez Kobza Vajkkal Őstánc címen, melyen XVI-XVIII. századi hangszeres magyar tánczene hallható.
2004 és 2007 között a Honvéd Művészegyüttes Hegedős Zenekarának hegedűse volt. Több műsor zenéjét állította össze és a 2004-ben megjelent Hej, kurucok csillaga című lemez anyagát is ő szerkesztette. A hallható anyag népzenei és XVII. századi írott zenei forrásokra épül (Kájoni Kódex).
2005 nyarán mutatták be a pilisszántói Szikla Színházban Wass Albert Elvásik a veres csillag című színdarabját Csabai János rendezésében, melyben zeneszerzőként is bemutatkozhatott a közönség előtt. Azután is írt hasonló zenét, 2007. augusztusában volt a bemutatója egy háromfelvonásos táncjátéknak Hany Istók címmel, melyet Csorna város megrendelésére írt.
2008-2012 között a Téka Együttesben hegedült.
Nagy segítséget és biztatást kapott Rossa László zeneszerzőtől a komponáláshoz, ami egyre nagyobb szerepet töltött be az életében.
2008 februárjában a 39. Magyar Filmszemle keretén belül mutatták be Vitézy László dokumentarista filmjét A Hortobágy legendája címmel, melynek zenéjét írta, szerkesztette és hegedű szólamát játszotta.
2009 áprilisában volt a bemutatója a Honvéd Táncszínház A Tánczmester című új darabjának, melynek zenéjét szerkesztette és írta. Szintén ennek az évnek júliusában pedig Paralel alla fin alla ugor című, hegedűre és zongorára írt művének volt az ősbemutatója Finnországban, két nagyszerű művész, Polgár Éva zongoraművész és Hollókői Huba hegedűművész előadásában.
2010 tavaszán mutatta be a Duna Művészegyüttes Barocco Rustico című darabját, mely két síkon játszódik. A színpadon egyrészt az olasz barokk, másrészt a magyar parasztbarokk világa elevenedik meg. Az előzőt Vivaldi A négy évszak című zenéje fémjelzi, és a két, látszólag ellentétes világ zenei összekötését XVIII. századi forrásokra és magyar népzenei forrásokra támaszkodva Ökrös Csaba zenéje oldotta meg.
2011 karácsonyán volt a bemutatója Móricz Zsigmond Égi madár című regénye tévéfilmváltozatának (rendező: Vitézy László), melynek zenéjét írta és szerkesztette.
2011 áprilisában a finnországi Sibelius Egyetemtől kapott meghívást mint zeneszerző és előadó. A magyar népzene széles repertoárjából választott darabok, valamint Kodály és Bartók szerzeményei mellett általa írt komolyzenei darabok is megszólaltak. A Focus on Folk című koncertet Hollókői Huba szervezte, a fellépő kamarazenekar finn és magyar zenészekből állt.
2012 karácsonyán újabb filmet mutatott be a Magyar Televízió. Móricz Zsigmond Pillangó című regényéből készült TV-filmnek volt a zeneszerzője, hegedűse (rendező: Vitézy László).
2013 februárjában a FORTE TÁRSULAT mutatja be Kristóf Ágota A nagy füzet c. regényének adaptációját a Szkéné Színházban. Rendező-koreográfus: Horváth Csaba, zene: Ökrös Csaba.

### Pedagógusként
Pedagógiai munkássága itthon 1989-ben indult az Óbudai Népzenei Iskolában, ahol tíz évig tanított, majd a szentendrei Vujicsics Tihamér Zeneiskolában négy évig, ezzel párhuzamosan a szigetmonostori Zöld Sziget iskolában két évig oktatott hegedűt a 6-18 éves korosztálynak.
2007-től indult el hazánkban először a népzene egyetemi szintű oktatása a Liszt Ferenc Zeneművészeti Egyetem Népzene Tanszékén, melynek Népi Vonós Tanszékére Ökrös Csaba is felvételt nyert. 2012-ben megkapta a Master fokozatot és zeneművész-tanári diplomát szerzett. Ezzel párhuzamosan 2010 szeptemberétől a Népzene Tanszék hegedűtanára is volt.
2011-ben a Zeneakadémia Vonós Tanszékén társhangszerként felvette a barokk hegedűt, tanára dr. Kertész István volt. 2012-ben részt vett a Zeneakadémia által szervezett barokk hegedű kurzuson, melyet Simon Standage hegedűművész, karmester, a 17-18. század zenéjének specialistája tartott.
2012 szeptemberétől a Kodály Zoltán Magyar Kórusiskolában is tanított.

## Díjai, elismerései
- a Népművészet Ifjú Mestere (1981)
- Magyar Művészetért díj (2000)
- Kodály-díj (2007)
- Szentendre városától, kortárs mű komponálásáért zeneszerzői díjban részesült (2008)
- Regionális Prima díj (2012)
- Ex Libris díj (2012)
- Liszt Ferenc-díj (2019)